# Dimitris Sioufas
Dimitris Sioufas (Δημήτρης Σιούφας) (Ellinopyrgos, 15 agosto 1944 – Atene, 11 gennaio 2019) è stato un politico greco.

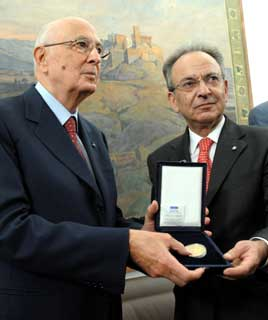
Giorgio Napolitano con Dimitris Sioufas

Ebbe una lunga militanza politica nelle file del partito conservatore di Nuova Democrazia ed esercitò anche la professione di avvocato.

## Carriera scolastica
Dimitris Sioufas aveva due lauree: una in Scienze Politiche e Pubblica Amministrazione conseguita presso l'Università Panteio di Atene e l'altra in giurisprudenza presso l'Università di Salonicco.

## Carriera politica
Nel 1981 fu eletto per la prima volta deputato al Parlamento greco nel collegio elettorale di Karditsa e da allora venne rieletto continuamente fino al (anno 2008.
Dal 1977 fino al 1981 fu direttore generale dell'EOMMEX.
Dall'agosto 1991 fino al dicembre 1992 fu vice ministro per la Sicurezza sociale, per poi essere trasferito a capo del ministero della Sanità e della Solidarietà Sociale dove rimase fino alla caduta del governo Mitsotakis (ottobre 1993).
Dopo la vittoria del suo partito alle legislative del 7 marzo 2007 ottenne l'incarico di ministro dello Sviluppo nel governo di Kōstas Karamanlīs. 
Dopo le elezioni del settembre 2007 fu portavoce del parlamento ellenico.

## Famiglia
Dimitris Sioufas era sposato con Kaity Anagnostaki ed aveva due figli e una figlia.